# 沈晗
沈晗（1979年9月17日—），是一名中国足球运动员，是足球场上的多面手，主要司职边前卫与边后卫。沈晗曾经入选国少队、国青队，以及国家队大名单，长期效力于陕西中新（包括前身上海浦东、上海中远、上海国际、西安国际）。
2008年赛季结束后，由于年龄原因沈晗被俱乐部挂牌，未再进入次年正式名单。